# Жирона (графство)
Графство Жирона (Жерона, Херона) (исп. Condado de Gerona, кат. Comtat de Girona, фр. Comté de Gérone) — средневековое графство на территории современной испанской провинции Каталония.

## История
Графство включало в себя современные районы Жирона, Сельва и Нижний Ампурдан. Столицей был город Жирона.
Около 785 года территория графства была отвоёвана у мавров королём франков Карлом Великим. Сын Карла, Людовик Благочестивый, включил Жирону в состав Испанской марки. А в 817 году графство вошло в состав Септиманской марки.
Первоначально графы назначались Каролингами. Первым графом Карл Великий назначил ок. 785 года Ростана. Жирона часто объединялась с другими графствами, пока в 878 году окончательно не была присоединена к графству Барселона, сохранив при этом до XIII века автономию.

## Графы Жироны
- ок. 785—801/811 : Ростан (ум. ранее 812)
- 801/811—812/817 : Одилон (ум. между 812 и 817)
- 812/817—820 : Бера (ум.844), граф Разеса и Конфлана 790—820, граф Барселоны 801—820, граф Жероны, Безалу и Осоны 812—820
- 820—825 : Рампо (ум.825), граф Барселоны, Безалу, Жероны и Осоны с 820
- 826—832 : Бернар I Септиманский (ок. 795—844), маркиз Септимании и граф Нарбонны, Агда, Безье, Мельгей и Нима 828—832, 835—843, граф Барселоны, Безалу, Жероны и Осоны 826—832, 835—844, граф Тулузы 835—842, граф Отёна 830—844
- 832—835 : Беренгер Мудрый (ум.835), граф Тулузы с 816, Палларса и Рибагорсы 816—833, Барселоны, Безалу, Жероны и Осоны с 832, Руссильона и Ампурьяса 832—834
- 836—844 : Бернар I Септиманский (вторично)
- 844—848 : Сунифред (ум.848), граф Урхеля и Серданьи с 834, маркиз Септимании и граф Нарбонны, Агда, Безье, Мельгей, Нима, Барселоны, Безалу, Жероны и Осоны с 844, граф Конфлана
- 849—852 : Вифред I (ум. после 852), граф Жироны и Бесалу с 849
- 852—857/858 : Одальрик (ум.859), маркиз Готии и граф Барселоны, Жероны, Ампурьяса и Руссильона 852—857/858
- 857/858—864 : Гумфрид (Онфруа) (ум. после 876), граф Бона 856—863, Отёна, Шалона, Макона (858—863), маркиз Бургундии 858—863, Готии 858—864, граф Барселоны, Руссильона и Нарбонны 857/858 — 862, граф Ампурьяса, Жероны и Безалу 857/858 — 864, граф Тулузы и Руэрга 863—864, Лиможа 862—862, граф в Цюрихгау в 872—876
- 862—870 : Отгер (ум. 870), граф Жироны с 862
- 870—878 : Бернар II Готский (ум. ок. 879) — маркиз Готии 865—878, граф Барселоны, Жероны, Русильона, Нарбонны, Агда, Безье, Мельгей и Нима 865—878, граф Пуатье 866—878, граф Отёна 877—878
- 878—897 : Вифред II Волосатый (ок.840 — 897), граф Урхеля и Сердани с 870, граф Барселоны и Жероны с 878, граф Осоны с 886, граф Конфлана с 896

В 878 году объединение с графством Барселона.